# تویوتا استوت
تویوتا استاوت (Toyota Stout) خودرویی است که توسط تویوتا تولید شده‌است. طراحی آن خودروهای موتور جلو-محور عقب  بوده‌است. 